# Стіжоцький сосняк
Стіжо́цький сосняк — ботанічна пам'ятка природи місцевого значення в Україні. Розташована на території Шумського району Тернопільської області, біля села Стіжок, Волинське лісництво, кв. 54, вид. 1, лісове урочище «Антонівці-Свинодебри».
Площа — 23 га, статус отриманий у 1990 році.